# Brouillard utilitaire

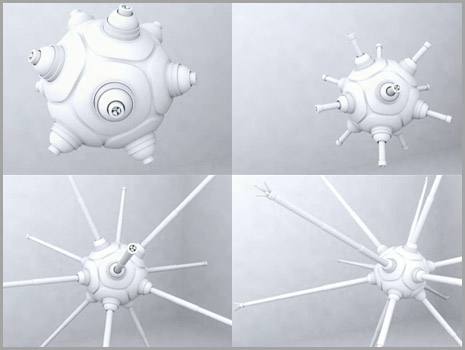
Visualisation d'un "foglet" bras rétractés et étendus

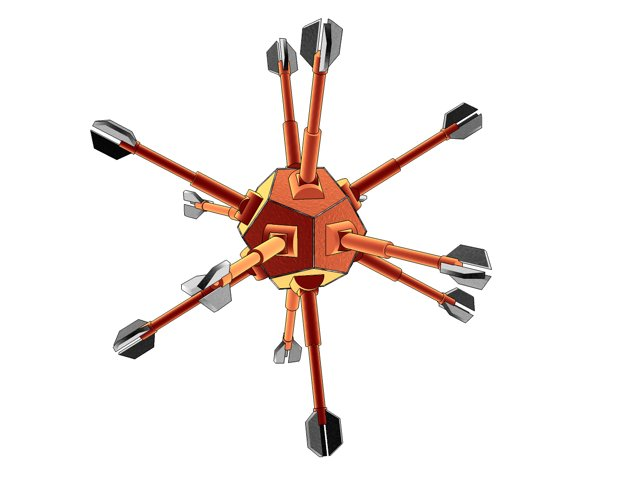
Diagramme d'un "foglet" de 100 micromètre de diamètre

Le Brouillard Utilitaire (issu de Utility fog, expression créée par John Storrs Hall en 1993) est un groupement hypothétique de nanorobots qui peuvent répliquer une structure physique,,,. En tant que tel, il s'agit d'une forme de robotique modulaire auto-reconfigurable.

## Conception
Hall le concevait comme un remplacement nanotechnologique pour les ceintures de sécurité. Les robots seraient microscopiques, avec des bras pouvant s'étendre dans différentes directions, et pourraient réaliser une reconfiguration tridimensionnelle en répliquant une structure cristalline. Des extrémités préhensiles permettraient à ces robots (ou foglets) de se lier mécaniquement les uns aux autres et de transmettre ainsi à la fois de l'information et de l'énergie, leur permettant d'agir comme une substance continue ayant des propriétés mécaniques et optiques fortement variables. Chaque foglet aurait une capacité de calcul substantielle et serait capable de communiquer avec ses voisins.
Dans l'application originale comme remplacement des ceintures de sécurité, l'essaim de robots serait largement étalé et les bras non connectés, permettant à l'air de circuler entre eux. Dans le cas d'une collision, les bras se verrouilleraient dans leur position, comme si l'air autour des passagers s'était soudainement solidifié. Le résultat serait une répartition de l'impact sur l'intégralité de la surface du corps du passager.
Alors que les foglets auraient une échelle microscopique, leur fabrication requerrait une nanotechnologie moléculaire. Chacun des robots aurait la forme d'un dodécaèdre avec 12 bras étendus vers l'extérieur. Chacun des bras aurait quatre degrés de liberté. Quand ces bras seraient reliés, les foglets formeraient un treillis en forme d'octet. Le corps des foglets serait fait d'alumine plutôt que de diamant combustible pour éviter de créer une arme thermobarique.
Hall et ses correspondants ont vite réalisé que le brouillard utilitaire pourrait être fabriqué en masse pour occuper l'atmosphère entière d'une planète et remplacer n'importe quel instrument physique nécessaire à la vie humaine. Par un usage concerté d'une force par les foglets, un objet ou un être vivant pourrait être déplacé d'un endroit à un autre. Des bâtiments virtuels pourraient être construits et démantelés en quelques instants, permettant le remplacement de villes existantes par des fermes et des jardins. Alors que la nanotechnologie moléculaire pourrait remplacer le besoin de corps biologiques, le brouillard utilitaire pourrait rester un périphérique utile avec lequel réaliser des tâches d'ingénierie physique ou de maintenance.

## Dans la science-fiction
Déjà en 1964, l'idée d'essaims de nano-robots a été décrit par Stanislas Lem dans son roman L'Invincible, où l'action se déroule sur une planète d'où l'écologie a été remplacée par des nano-robots. Des romans de science-fiction plus récents se sont intéressés aux conséquences possibles d'une émergence de cette technologie, notamment les romans La Proie de Michael Crichton et Ventus de Karl Schroeder, ou ont incorporé cette technologie dans l'univers du roman, comme dans le roman Le Voleur quantique de Hannu Rajaniemi.